# Pretty Little Liars: The Perfectionists
Pretty Little Liars: The Perfectionists ist eine US-amerikanische Mysteryserie von Marlene King aus dem Jahr 2019. Die Serie ist eine Fortsetzung von Pretty Little Liars und basiert auf Sara Shepards Buch The Perfectionists. Sasha Pieterse und Janel Parrish verkörpern erneuert ihre Charaktere aus Pretty Little Liars. Die Erstausstrahlung fand am 20. März 2019 auf Freeform statt. Die deutschsprachige Ausstrahlung erfolgt seit dem 13. August 2020 auf Sixx. Die Serie wurde am 27. September 2019 von Freeform eingestellt.

## Handlung
Alison DiLaurentis und Mona Vanderwaal zieht es nach Beacon Heights, eine Stadt, die nicht so perfekt ist wie sie scheint. Geprägt wird die Stadt von den erfolgreichen Einwohnern und dem Elite-College. Durch lauter Stress, den die Studenten des Elite-College ertragen müssen, verliert jemand die Kontrolle und begeht einen Mord. Jeder der Studenten steht unter Verdacht und es wird schnell klar, dass jeder der Perfektionisten ein Geheimnis bei sich trägt.

## Produktion
Im November 2014 hat Marlene King bekannt gegeben, dass sie die Buchreihe The Perfectionists von Sara Shepard, als Serie verfilmen wird. Später wurde angekündigt, dass die Serie eine Fortsetzung zu Pretty Little Liars werden würde und somit das zweite Spin-Off der Serie nach Ravenswood ist. Am 25. September 2017 bestellte der Sender Freeform eine Pilotfolge von Pretty Little Liars: The Perfectionists. Im Mai 2018 wurde eine komplette Staffel mit 10 Episoden vom Sender bestellt. Am 5. Februar 2019 wurde bekanntgegeben, dass die Serie ab dem 20. März 2019 auf Freeform ausgestrahlt  wird.

## Besetzung und Synchronisation
Die deutschsprachige Synchronisation wurde von der Synchronfirma Münchner Synchron in München erstellt. Verantwortlich für die Dialogregie waren Andrea Wick und Julia Haacke. Die Dialogbücher schrieben Andrea Wick, Andrea Mayer, Carina Krause und Johannes Keller.

### Hauptbesetzung
| Rolle               | Schauspieler       | Episoden     | Synchronsprecher    |
| ------------------- | ------------------ | ------------ | ------------------- |
| Alison Di Laurentis | Sasha Pieterse     | 1–10         | Maren Rainer        |
| Mona Vanderwaal     | Janel Parrish      | 1–10         | Shandra Schadt      |
| Ava Jalali          | Sofia Carson       | 1–10         | Leslie-Vanessa Lill |
| Caitlin Park-Lewis  | Sydney Park        | 1–10         | Maresa Sedlmeir     |
| Dylan Walker        | Eli Brown          | 1–10         | Maximilian Belle    |
| Taylor Hotchkiss    | Hayley Erin        | 1, 4–9       | Laura Maire         |
| Jeremy Beckett      | Graeme Thomas King | 1–2, 4, 6–9  | Martin Bonvicini    |
| Claire Hotchkiss    | Kelly Rutherford   | 1–4, 6, 8–10 | Claudia Lössl       |

### Nebenbesetzung und Gastdarsteller
| Rolle                | Schauspieler     | Episoden        | Synchronsprecher         |
| -------------------- | ---------------- | --------------- | ------------------------ |
| Nolan Hotchkiss      | Chris Mason      | 1, 8, 10        | Patrick Roche            |
| Andrew Villareal     | Evan Bittencourt | 1–2, 4, 7, 9–10 | Felix Auer               |
| Dana Booker          | Klea Scott       | 2–10            | Claudia Urbschat-Mingues |
| Mason Gregory        | Noah Gray-Cabey  | 2–10            | Tobias Kern              |
| Zoe                  | Roxanne Stathos  | 3, 5            | Paulina Rümmelein        |
| Ray Hogadorn         | Duffy Epstein    | 4–5             | Mike Carl                |
| Michael Jalali       | Phillip Rhys     | 4, 10           | Frank Schaff             |
| Zach Fortson         | Garrett Wareing  | 6–10            | Benjamin Weygand         |
| Senatorin Park-Lewis | Cycerli Ash      | 6, 9–10         | Michèle Tichawsky        |
| Luke                 | Nick Cassidy     | 7, 10           | Benjamin Krause          |
| Mrs. Gaines          | Katie O’Grady    | 7               | Carin C. Tietze          |
| Gabriel Evaristo     | Lucas Salvagno   | 8               | Julian Manuel            |
| Professor James      | Ben Newman       | 8               | Paul Sedlmeir            |
| Dr. Fielder          | Dana Millican    | 10              | Laura Preiss             |

## Episodenliste
| Nr. | Deutscher Titel       | Originaltitel              | Erstausstrahlung USA | Deutschsprachige Erstausstrahlung (D) | Regie                     | Drehbuch                       |
| --- | --------------------- | -------------------------- | -------------------- | ------------------------------------- | ------------------------- | ------------------------------ |
| 1   | Willkommen an der BHU | Pilot                      | 20. März 2019        | 13. Aug. 2020                         | Elizabeth Allen Rosenbaum | Marlene King                   |
| 2   | Sex, Lügen und Alibis | Sex, Lies and Alibis       | 27. März 2019        | 20. Aug. 2020                         | Elizabeth Allen Rosenbaum | Marlene King                   |
| 3   | Die Hütte             | ...If One of Them is Dead  | 3. Apr. 2019         | 27. Aug. 2020                         | Geary McLeod              | Charlie Craig                  |
| 4   | Gespenstersonate      | The Ghost Sonata           | 10. Apr. 2019        | 3. Sep. 2020                          | Roger Kumble              | Joseph Dougherty               |
| 5   | Das Geständnis        | The Patchwork Girl         | 17. Apr. 2019        | 10. Sep. 2020                         | Roger Kumble              | Joseph Dougherty               |
| 6   | Masons Handy          | Lost and Found             | 24. Apr. 2019        | 17. Sep. 2020                         | Shiri Appleby             | Kyle Bown                      |
| 7   | Unter Druck           | Dead Week                  | 1. Mai 2019          | 24. Sep. 2020                         | Arlene Sanford            | Paula Yoo                      |
| 8   | An der Angel          | Hook, Line and Booker      | 8. Mai 2019          | 8. Okt. 2020                          | Arlene Sanford            | Nelson Soler                   |
| 9   | Neue Lügen            | Lie together, Die together | 15. Mai 2019         | 15. Okt. 2020                         | Norman Buckley            | Charlie Craig & Kateland Brown |
| 10  | Das Experiment        | Enter the Professor        | 22. Mai 2019         | 22. Okt. 2020                         | Norman Buckley            | Marlene King & Kyle Bown       |